# جيدون سانشو
جيدون مالك سانشو (بالإنجليزية: Jadon Malik Sancho)؛ مواليد 25 مارس 2000) هو لاعب كرة قدم إنجليزي يلعب في مركز الجناح الأيمن لصالح نادي مانشستر يونايتد في الدوري الإنجليزي الممتاز، ويلعب أيضًا مع المنتخب الإنجليزي. لاعب ذو تقنية عالية ومبدع، وهو معروف مراوغته وسرعته واستخدامه للمراوغة في المواقف الفردية. حل في المركز الثاني بجائزة كوبا 2019 وتم ترشيحه إلى القائمة المختصرة المكونة من 40 لاعبًا لجائزة الفتى الذهبي لعام 2020.
كان سانشو سابقًا لاعبًا شابًا مع واتفورد ومانشستر سيتي، وقع عقده الأول مع دورتموند في 2017. في موسمه الثاني، حجز مركز أساسي في الفريق الأول وتم اختياره ضمن فريق الموسم في الدوري الألماني 2018–19. قبل موسم 2019–20، فاز سانشو بكأسه الأول بعد فوز بكأس السوبر الألماني أمام بايرن ميونخ.
كان سانشو جزءًا من فريق الشباب الإنجليزي الذي فاز بكأس العالم تحت 17 سنة لعام 2017 وشارك لأول مرة مع الفريق الأول في 2018.

## النشأة
ولد سانشو في كامبرويل، لندن الكبرى لأبوين من ترينيداد وتوباغو. نشأ في كيننجتون. أصبح صديقًا لزميله ريس نيلسون، الذي عاش في مكان قريب، بعد أن لعبوا معًا في بطولات الشباب. أثناء نشأته، كان من مشجعي تشيلسي، وكان من محبي رونالدينيو وفرانك لامبارد.

## مسيرته الكروية

### مسيرته المبكرة
انضم سانشو إلى واتفورد في سن السابعة. بسبب مشاكل في التنقل عبر لندن إلى أكاديمية النادي، انتقل إلى الإقامة التي قدمها له واتفورد وبدأ في الالتحاق بمدرسة شريكة أكاديمية هريفيلد كسكن، حينما كان يبلغ من العمر 11 عامًا. في سن الرابعة عشرة، أخبر مدربه في واتفورد تحت 15 عامًا عن نيته اللعب مع إنجلترا.
في سن الرابعة عشرة، انتقل إلى مانشستر سيتي في مارس 2015 مقابل رسم أولي قدره 66.000 جنيه إسترليني، ومن المحتمل أن يرتفع إلى 500.000 جنيه إسترليني مع الإضافات. استمر سانشو في إثارة الإعجاب في أكاديمية مانشستر سيتي وكان أحد ثلاثة لاعبين قال رئيس نادي مانشستر سيتي، خلدون المبارك، إنه سيتم تتبعهم بسرعة في الفريق الأول في مايو 2017. في يوليو 2017، تمت أزالة سانشو من فريق جولة مانشستر سيتي قبل الموسم بسبب الخلاف حول ضمانات وقت اللعب في عقده الجديد. أُفيد لاحقًا أن سانشو كان يحاول هندسة الابتعاد عن النادي وأن السيتي انزعج من موقف سانشو بعد غيابه عن التدريب بعد جولة ما قبل الموسم.

### بوروسيا دورتموند
وقع سانشو مع نادي بوروسيا دورتموند الألماني في الدوري الألماني في 31 أغسطس 2017 مقابل رسوم أفادت بأنها في حدود 8 ملايين جنيه إسترليني وتم تضمينه على الفور في تشكيلة الفريق الأول. صرح لاحقًا أنه شعر بالثقة في الانتقال إلى الخارج بسبب خبرته السابقة في الانتقال إلى واتفورد ومانشستر سيتي. شارك سانشو لأول مرة مع النادي ضد إينتراخت فرانكفورت في 21 أكتوبر، حيث شارك كبديل في آخر ست دقائق من المباراة، ليصبح أول لاعب إنجليزي يلعب مباراة في الدوري الألماني مع دورتموند. شارك سانشو في أول مباراة له في الدوري كأساسي مع دورتموند في 14 يناير 2018، حيث انتهت المباراة بالتعادل السلبي ضد فولفسبورغ. سجل أول هدف رسمي له في 21 أبريل 2018. وكان الهدف الأول في الفوز 4–0 على باير ليفركوزن في الدوري الألماني، كما صنع هدفين آخرين في نفس المباراة.
بعد أن وقع عقدًا جديدًا يبقيه في النادي حتى عام 2022، تمتع سانشو بنجاح في أكتوبر 2018 من خلال اختياره لاعب الشهر في الدوري الألماني، بتسجيل ثلاثة أهداف وصناعته لهدف في ثلاث مباريات فقط في الدوري. كان من بين أهدافه لهذا الشهر هدفين في التعادل ضد هيرتا الذي جعله يصبح أول لاعب ولد في الألفية الجديدة يسجل ثنائية في مباراة واحدة في الدوري الألماني وأصغر لاعب على الإطلاق من لاعب دورتموند. في 24 أكتوبر، أصبح أيضًا أول لاعب ولد في في الألفية الجديدة يسجل في دوري أبطال أوروبا لدورتموند ضد أتلتيكو مدريد.
خلال التعادل 3–3 ضد هوفنهايم في 9 فبراير 2019، أصبح أصغر لاعب على الإطلاق يسجل ثمانية أهداف في موسم واحد في الدوري الألماني، محطماً الرقم القياسي الذي كان يحمله كريستيان ووك سابقاً. في وقت لاحق من ذلك الشهر، بعد تسجيله في الفوز 3–2 على باير ليفركوزن، حطم الرقم القياسي الذي يحمله لوكاس بودولسكي ليصبح أصغر لاعب يسجل تسعة أهداف في الدوري الألماني، بعمر 18 عامًا و336 يومًا. في 13 أبريل، سجل سانشو هدفين في فوز 2–1 على ماينتس وأصبح بذلك أصغر لاعب في دورتموند يسجل 10 أهداف على الأقل في موسم واحد في الدوري الألماني. بعد موسم الدوري الرائع التي سجل فيها 12 هدفاً ومرر 14 تمريرة حاسمة، تم اختيار سانشو في فريق الموسم للدوري الألماني 2018–19.
استمر النجاح قبل موسم 2019–20، حيث قام سانشو بالصناعة والتسجيل في الفوز 2–0 في كأس السوبر الألماني ضد بايرن ميونخ في 3 أغسطس 2019. في وقت لاحق من ذلك الشهر، وافق سانشو على عقد جديد مع دورتموند. هدف سانشو في تعادل دورتموند 3–3 ضد لايبزيغ يعني أنه سجل في سبع مباريات متتالية للنادي (بما في ذلك مباريات دوري أبطال أوروبا ضد برشلونة وسلافيا براغ)، وبذلك وصل رصيده إلى 15 هدفاً و 16 تمريرة حاسمة في السنة التقويمية لعام 2019. سجل سانشو ثلاثة أهداف ومرر ثلاث تمريرات حاسمة في خمس مباريات بالدوري خلال فبراير 2020، وتم اختياره لاعب الشهر في الدوري الألماني للمرة الثانية في مسيرته.
في 31 مايو 2020، سجل سانشو أول هاتريك له في مسيرته الكروية في الفوز 6–1 على بادربورن. بعد تسجيل هدفه الأول، أزال قميصه ليكشف عن قميص برسالة «العدالة لجورج فلويد»، وهو رجل أمريكي من أصل أفريقي توفي في الأسبوع السابق بعد أن ضغط ضابط شرطة بركبته على عنق فلويد حتى أصبح فقد الوعي.
في 13 مايو 2021، سجل هدفين في الفوز 4–1 على آر بي لايبزيغ في نهائي كأس ألمانيا 2021.

### مانشستر يونايتد

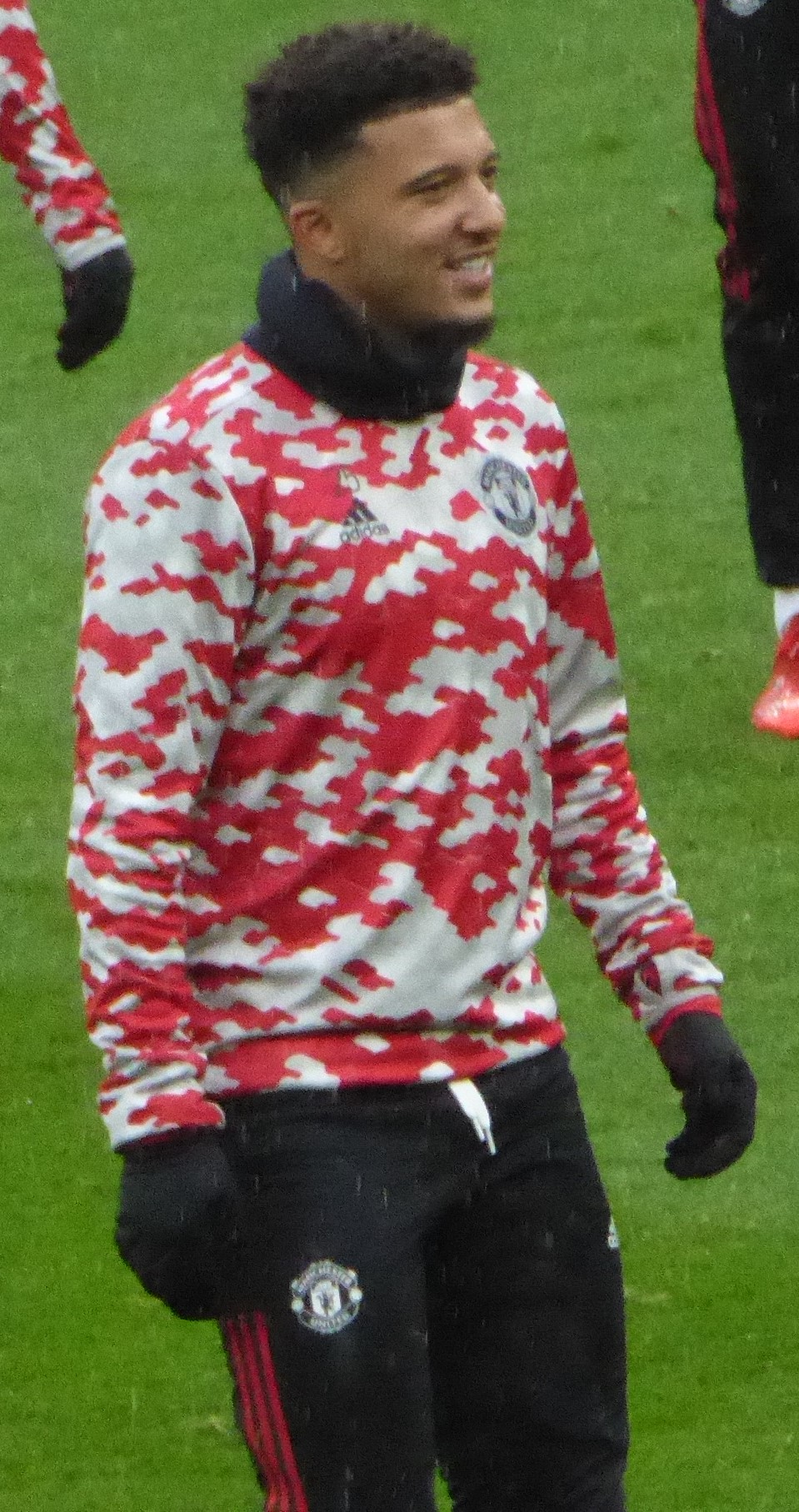
سانشو يجري عمليات الإحماء مع مانشستر يونايتد في عام 2021

في 1 يوليو 2021، أعلن مانشستر يونايتد أنه توصل إلى اتفاق مبدئي مع بوروسيا دورتموند بشأن انتقال جادون سانشو. وأنه يخضع التوقيع للشروط التعاقدية والفحوصات الطبية، والتي ستكتمل بعد مشاركة سانشو في بطولة أمم أوروبا.
اكتمل الانتقال في 23 يوليو، بعد أن وقع سانشو عقدًا مدته خمس سنوات مع خيار سنة أخرى. حصل على القميص رقم 25 الذي كان يرتديه أوديون إيغالو آخر مرة. في 14 أغسطس، شارك لأول مرة كبديل لدانيال جيمس في فوز 5–1 على أرضه في الدوري على غريمه ليدز يونايتد. في 23 نوفمبر، سجل هدفه الأول للنادي، ضد فياريال ليضمن مكانًا في مرحلة خروج المغلوب من دوري أبطال أوروبا. بعد خمسة أيام سجل هدفه الأول في الدوري الإنجليزي الممتاز ضد تشيلسي بعد أن أخطأ جورجينيو في السيطرة على كرة طويل من برونو فيرنانديز، مما سمح لسانشو بالاستفادة من مواجهة ثنائية مع إدوارد ميندي.

## مسيرته الدولية

### الشباب
لعب سانشو من قبل مع فرق الشباب لإنجلترا، تحت 16 سنة وتحت 17 سنة وتحت 19 سنة.
في مايو 2017، كان سانشو جزءًا من فريق إنجلترا تحت 17 سنة الذي وصل إلى نهائي بطولة أمم أوروبا تحت 17 سنة، وحصل على لقب أفضل لاعب في البطولة لأدائه. في سبتمبر 2017، تم اختيار سانشو في تشكيلة إنجلترا لكأس العالم تحت 17 سنة 2017 لكن النادي الألماني الجديد للاعب قاوم الاستدعاء. توصل الطرفان في النهاية إلى اتفاق حيث سيكون متاحًا لمراحل المجموعات من المسابقة، لكن مشاركته لم تكن مضمونة إذا تقدمت إنجلترا إلى مرحلة خروج المغلوب. في 8 أكتوبر 2017، سجل هدفين في المباراة الأولى لإنجلترا تحت 17 سنة ضد تشيلي. في 16 أكتوبر، خلال مباراة الدور 16 بين إنجلترا واليابان، تم سحبه من البطولة من قبل بوروسيا دورتموند.
في 2 نوفمبر 2017، تم استدعاء سانشو إلى تشكيلة إنجلترا تحت 19 سنة لأول مرة، وانضم إليهم في مباريات التصفيات المؤهلة لبطولة أوروبا تحت 19 سنة 2018 ضد جزر فارو وآيسلندا ومنتخب الدولة المضيفة للمجموعة الثامنة بلغاريا. شارك كأساسي لأول مرة له مع فريق تحت 19 سنة في الفوز 6–0 على جزر فارو، ولعب لمدة سبعين دقيقة قبل أن يتم استبداله ببن بريريتون؛ ودخل كبديل عن بريريتون في الدقيقة 66 في الفوز على آيسلندا، الذي ضمن التأهل إلى دور النخبة. سجل الهدف الوحيد في المباراة ضد بلغاريا ليساعد إنجلترا على صدارة مجموعتها. كبديل لبريتون، سجل سانشو آخر الأهداف في فوز إنجلترا 4–1 على المجر في المباراة الأولى من دور النخبة في 21 مارس 2018.

### المنتخب الأول
بعد بداية رائعة لموسم 2018–19، تم استدعاء سانشو إلى منتخب إنجلترا لأول مرة في 4 أكتوبر 2018 استعدادًا لمباريات دوري الأمم الأوروبية ضد كرواتيا وإسبانيا. شارك لأول مرة كبديل في الدقيقة 78 ضد الأول في 12 أكتوبر، بالتعادل 0–0. في 22 مارس 2019، شارك سانشو كأساسي في أول مباراة رسمية له مع إنجلترا في الفوز 5–0 ضد التشيك على ملعب ويمبلي في لمباراة لتصفيات بطولة أمم أوروبا 2020. خلال مباراة سبتمبر الدولية، سجل سانشو أول أهدفه للمنتخب، وكان هدفين، في الفوز 5–3 على أرضه ضد كوسوفو في تصفيات بطولة أمم أوروبا 2020 في 10 سبتمبر.

## أسلوب لعبه
يمكن أن يلعب سانشو كمهاجم ثان أو لاعب خط وسط بشكل عريض في تشكيل بوروسيا دورتموند 4–2–3–1 على أي من جناحي الهجوم. ساعد «مشروع اللاعب الشاب» لدورتموند سانشو على العمل في مركز الهجوم جنبًا إلى جنب مع مجموعة من النجوم الشباب الموهوبين مثل آرلينغ هالاند وجيوفاني رينا وجود بيلينغهام.
نظرًا لكونه لاعبًا مبدعًا وفنيًا بدرجة عالية، يُعرف سانشو بمراوغته وسرعته واستخدامه للمراوغة في المواقف الفردية، وقد تم وصفه بأنه أحد أفضل اللاعبين الشباب في العالم.

## الإحصائيات

### النادي
آخر تحديث 7 أغسطس 2022.
| النادي             | الموسم   | الدوري                   | الدوري | الدوري  | الكأس الوطني | الكأس الوطني | كأس الدوري | كأس الدوري | أوروبا | أوروبا  | أخرى   | أخرى    | المجموع | المجموع |
| النادي             | الموسم   | الدرجة                   | الظهور | الأهداف | الظهور       | الأهداف      | الظهور     | الأهداف    | الظهور | الأهداف | الظهور | الأهداف | الظهور  | الأهداف |
| ------------------ | -------- | ------------------------ | ------ | ------- | ------------ | ------------ | ---------- | ---------- | ------ | ------- | ------ | ------- | ------- | ------- |
| بوروسيا دورتموند ب | 2017–18  | الأقليم الغربي           | 3      | 0       | —            | —            | —          | —          | —      | —       | —      | —       | 3       | 0       |
| بوروسيا دورتموند   | 2017–18  | الدوري الألماني          | 12     | 1       | 0            | 0            | —          | —          | 0      | 0       | —      | —       | 12      | 1       |
| بوروسيا دورتموند   | 2018–19  | الدوري الألماني          | 34     | 12      | 2            | 0            | —          | —          | 7      | 1       | —      | —       | 43      | 13      |
| بوروسيا دورتموند   | 2019–20  | الدوري الألماني          | 32     | 17      | 3            | 0            | —          | —          | 8      | 2       | 1      | 1       | 44      | 20      |
| بوروسيا دورتموند   | 2020–21  | الدوري الألماني          | 26     | 8       | 6            | 6            | —          | —          | 6      | 2       | 0      | 0       | 38      | 16      |
| بوروسيا دورتموند   | المجموع  | المجموع                  | 104    | 38      | 11           | 6            | —          | —          | 21     | 5       | 1      | 1       | 137     | 50      |
| مانشستر يونايتد    | 2021–22  | الدوري الإنجليزي الممتاز | 29     | 3       | 1            | 1            | 1          | 0          | 7      | 1       | —      | —       | 38      | 5       |
| مانشستر يونايتد    | 2022–23  | الدوري الإنجليزي الممتاز | 1      | 0       | 0            | 0            | 0          | 0          | 0      | 0       | —      | —       | 1       | 0       |
| مانشستر يونايتد    | المجموع  | المجموع                  | 30     | 3       | 1            | 1            | 1          | 0          | 7      | 1       | —      | —       | 39      | 5       |
| الإجمالي           | الإجمالي | الإجمالي                 | 137    | 41      | 12           | 7            | 1          | 0          | 28     | 6       | 1      | 1       | 179     | 55      |

1. ↑  تشمل كأس ألمانيا
2. ↑  تشمل كأس رابطة الأندية الإنجليزية المحترفة
3. 1 2 3 4  المباريات في دوري أبطال أوروبا
4. ↑  المباريات في كأس السوبر الألماني

### المنتخب
آخر تحديث 9 أكتوبر 2021.
| المنتخب الوطني | العام   | الظهور | الأهداف |
| -------------- | ------- | ------ | ------- |
| إنجلترا        | 2018    | 3      | 0       |
| إنجلترا        | 2019    | 8      | 2       |
| إنجلترا        | 2020    | 7      | 1       |
| إنجلترا        | 2021    | 5      | 0       |
| المجموع        | المجموع | 23     | 3       |

اعتبارًا من 18 نوفمبر 2020. قائمة الأهداف والنتائج مع منتخب إنجلترا الأول.
| # | المكان         | المكان                                | م. | الخصم           | الهدف | النتيجة | المسابقة                     | م.     |
| - | -------------- | ------------------------------------- | -- | --------------- | ----- | ------- | ---------------------------- | ------ |
| 1 | 10 سبتمبر 2019 | ملعب ساينت ماري، ساوثهامبتون، إنجلترا | 8  | كوسوفو          | 4–1   | 5–3     | تصفيات بطولة أمم أوروبا 2020 | [ 82 ] |
| 2 | 10 سبتمبر 2019 | ملعب ساينت ماري، ساوثهامبتون، إنجلترا | 8  | كوسوفو          | 5–1   | 5–3     | تصفيات بطولة أمم أوروبا 2020 | [ 82 ] |
| 3 | 12 نوفمبر 2020 | ملعب ويمبلي، لندن، إنجلترا            | 16 | جمهورية أيرلندا | 2–0   | 3–0     | ودية                         | [ 83 ] |

## الإنجازات
بوروسيا دورتموند
- كأس ألمانيا: 2020–21[84]
- كأس السوبر الألماني: 2019[85]

 إنجلترا تحت 17 سنة
- كأس العالم تحت 17 سنة: 2017[86]
- بطولة أوروبا تحت 17 سنة الوصيف: 2017[87]

 إنجلترا
- دوري الأمم الأوروبية المركز الثالث: 2018–19[88]

الفردية
- جائزة اللاعب الذهبي بطولة أوروبا تحت 17 سنة: 2017
- فريق البطولة في بطولة أوروبا تحت 17 سنة: 2017[89]
- هدف الشهر في الدوري الألماني: فبراير 2019[90]
- لاعب الشهر في الدوري الألماني: أكتوبر 2018،[91] فبراير 2020،[92] فبراير 2021[93]
- الدوري الألماني فريق الموسم: 2018–19[94]
- فريق الموسم من اتحاد لاعبي كرة القدم المتعاقدين[الإنجليزية]: 2018–19[95]
- فريق الموسم للدوري الألماني من كيكر: 2018–19،[96] 2019–20[97]
- جائزة الجيل القادم من موقع غول: 2019[98]
- هدّاف كأس ألمانيا: 2020–21[99]

## وصلات خارجية
- جيدون سانشو على موقع الاتحاد الأوربي (الإنجليزية)
- جيدون سانشو على موقع إي إس بي إن إف سي (الإنجليزية)
- جيدون سانشو على موقع قاعدة بيانات كرة القدم.إي يو (الإنجليزية)
- جيدون سانشو على موقع ليكيب (الفرنسية)
- جيدون سانشو على موقع ناشيونال فوتبول تيمز (الإنجليزية)
- جيدون سانشو على موقع Soccerbase.com (لاعب) (الإنجليزية)
- جيدون سانشو على موقع Soccerway.com (الإنجليزية)
- جيدون سانشو على موقع عالم كرة القدم.نت (الإنجليزية)
- جيدون سانشو على موقع AS.com (الإسبانية)
- صفحة الاعب جيدون سانشو في موقع كووورة
- سانشو الصفحة الشخصية في موقع بوروسيا دورتموند